# ハングリータイガー

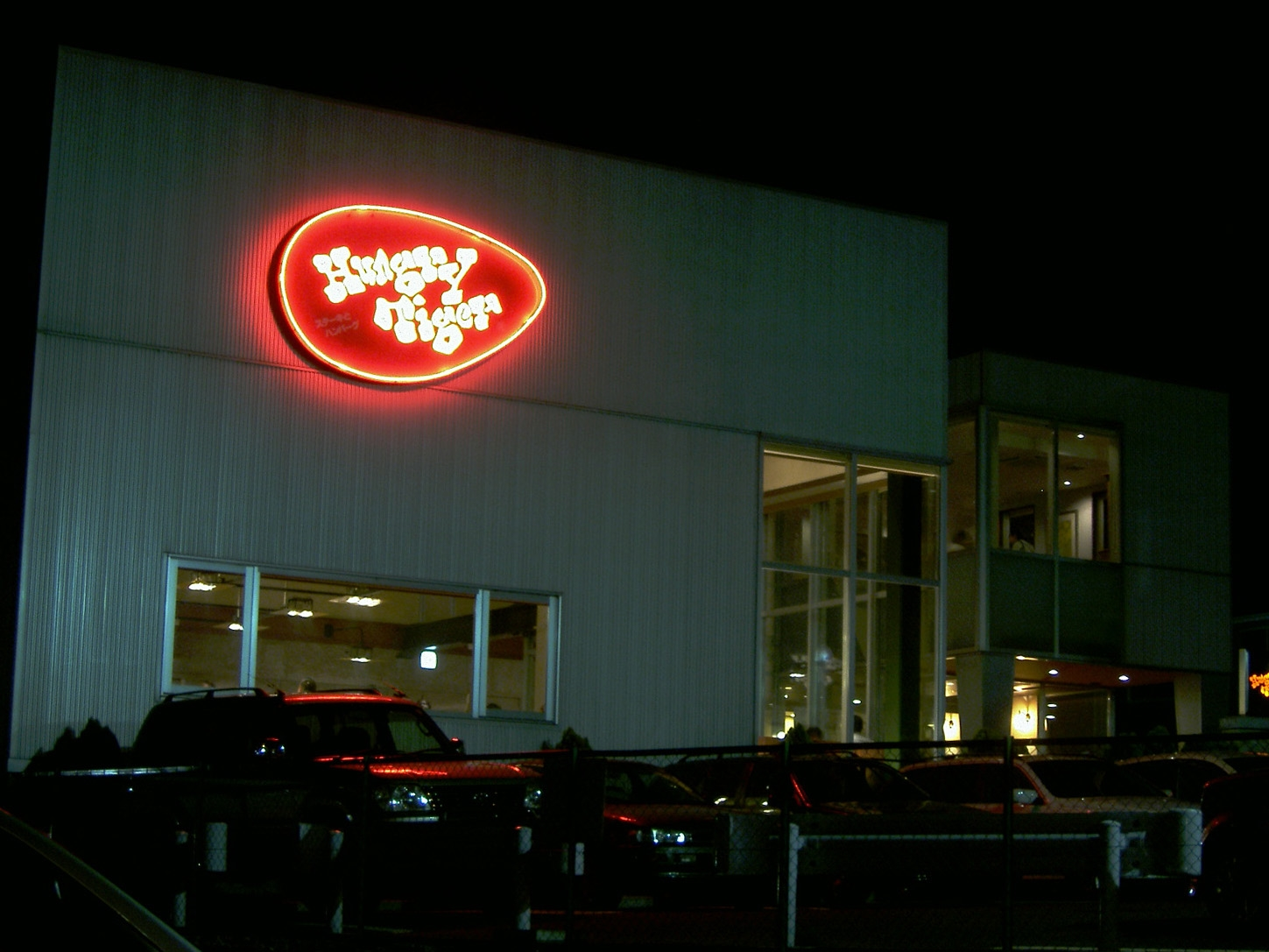
日野店

株式会社ハングリータイガー（Hungry Tiger,Inc.）は、神奈川県横浜市保土ケ谷区に本社を置き、横浜市を中心とした店舗展開を行うステーキとハンバーグの専門レストランチェーン店。

## 概要
1969年、横浜市保土ヶ谷区に1号店を開業する。開業当時は丘陵の頂上に店舗の建物だけが存在し、横浜新道の横にありながらも直接アクセスできない人里離れた立地であった。店舗の形態は自動車での来店を前提とした駐車場付きの郊外型であり、翌年の1970年に開業した「すかいらーく」をはじめとする当時の新業態“ファミリーレストラン”が世に広まるきっかけの一つとなった。
1980年代後半にはバブル景気によって店舗の拡大を開始。茅ヶ崎、三浦海岸などの行楽地や相鉄ジョイナス、関内といった中心街、さらには東京都（鶴川店、馬込店）、千葉県（新浦安店：MONA新浦安内）にも進出し、一時期は店舗数は25を超え、神奈川・横浜を代表するステーキ店として名を馳せた。
主力メニューは、つなぎを使用せず100%牛挽肉と塩のみで形成され炭火で焼かれるオリジナルハンバーグステーキで、1969年の創業時より提供されている。客の目の前で店員がハンバーグを切り、切り口を熱い鉄板につけて最後の調理を行い、更にソースをかけて仕上げるという提供スタイルが非日常感、期待感を盛り上げる。創業当時、大きな話題となったこのメニューは、その後、他のレストラン業者のメニューにも大きく影響することになった。調理の際に油やソースなどが跳ねるため、客はステーキプレートとテーブルとの間に挟んだ紙ナプキンを広げて持ち上げ、演出を楽しむ。店では、荷物や服にソースや油などがかからないように、紙ナプキンとは別に布ナプキンも用意している。
各店舗は、チャコールブロイラー(炭焼き台)をガラス張りのショーケースのようにして客席から見えるように配置し、意図的に照度を下げた店内に訓練された従業員を数多く配置するといった、旧来のファミリーレストランと同様の形態を維持しており、呼び出しボタンやドリンクバーなどのセルフサービスの要素は採用していない。
2000年2月、ハンバーグのパティに混入されていたとみられるO-157により、保土ヶ谷店、洋光台店、大倉山店の3店舗で4日(金)に一人、11日(金)と12日(土)にそれぞれ二人の計5人が食中毒となる事件が発生し、この3店舗と本部配送センターの28日(月)以降についての営業禁止処分を横浜市から受けた。その後、緑園都市店等を含め、食中毒発生店舗は合計5店舗となり総計14人が被害を受けた(うち4人は重傷者)。2001年には、業績を立て直そうとしていた矢先にBSE問題による牛肉離れが業績を圧迫し、運転資金が枯渇。倒産か再建かを迫られる中、ほとんどの店舗をタスコシステムズに売却し、保土ケ谷店、相鉄ジョイナス店、若葉台店の3店舗のみでの再出発を強いられた。その後、徐々に客足も回復し、再び少しずつ店舗を拡大している。
長らく、レアステーキなど高級感を売り物にしてきたが、食中毒騒動と客単価の下落のため収益が悪化、手軽な価格帯のメニューに再編成した。その後、各メニューの値上げが相次いでいる。
なお、東京・虎ノ門にある1967年創業のHungry Tigerやアメリカのコネチカット州に所在する"The Hungry Tiger Cafe and Restaurant"とは無関係。また、漫画「ハングリータイガー」(著者：CJ Michalski、出版：リブレ出版)とも関係はない。

## メニュー

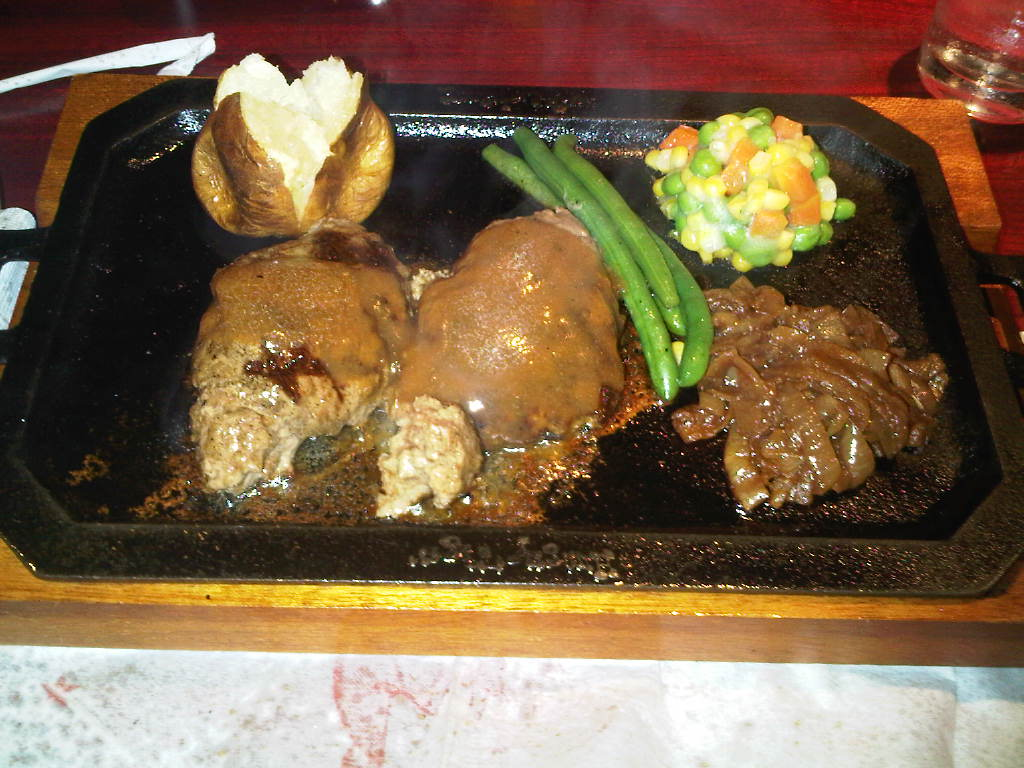
オリジナルハンバーグ

主なメニューは次の通り。単品のほか、パンまたはライスにドリンクの付くR（レギュラー）セットと、Rセットにスープとサラダが追加されたS（スペシャル）セット、昼のランチセットがある。一部メニューはテイクアウトも可能。
- オリジナルハンバーグ…オリジナルダブルハンバーグステーキと合わせて、来店客の8～9割が注文する[4]。
- オリジナルダブルハンバーグステーキ
  - 一時メニューから外されたが復活。
- ハンバーグと盛り合わせ
- フィレステーキ
  - セレクト（200 g）
  - シャトーブリアン（250 g）
- サーロインステーキ（200・300 g）
- ヤングスターステーキ（300 g）
- Tボーンステーキ（600 g）
- バーベキューチキン
- ハングリーバーガー

また、かつては地元・横浜に本拠地を置くプロ野球チーム・横浜ベイスターズ（セ・リーグ）に所属していた選手であるグレン・ブラッグスとコラボレーションした商品「ブラッグスハンバーグ」があった。

## 店舗
1969年に1号店を保土ヶ谷区に出店して以来、横浜市を中心に30以上あった店舗は、一時期3店舗までに縮小したが、その後出店を再開し、12店舗にまで戻してきた。
|   | 店舗名称                 | 所在地                                                    | 出店期間       | 備考（現店舗等）                  |
| - | ------------------------ | --------------------------------------------------------- | -------------- | --------------------------------- |
|   | 横浜シャル店             | 神奈川県横浜市西区南幸1-1-1横浜シャル6階                  | ～2001年       |                                   |
| ○ | 横浜モアーズ店           | 神奈川県横浜市西区南幸1-3-1横浜モアーズ8階                | 2008年～       |                                   |
|   | 相鉄ジョイナス店         | 神奈川県横浜市西区南幸1-5相鉄ジョイナス地下1階            | ～2006年       |                                   |
|   | 関内店                   | 神奈川県横浜市中区南仲通4-39                              | ～2001年       |                                   |
|   | 新本牧店                 | 神奈川県横浜市中区本牧和田12-6                            | ～2001年       | 横浜信用金庫新本牧支店            |
| ○ | 横浜ハンマーヘッド店     | 神奈川県横浜市中区新港2-14-1横浜ハンマーヘッド2階         | 2019年～       |                                   |
| ○ | 保土ヶ谷店               | 神奈川県横浜市保土ケ谷区星川3-23-13                       | 1969年～       | 1号店                             |
|   | 狩場店                   | 神奈川県横浜市保土ケ谷区権太坂2-5-11                      | ～2001年       | ファミリーマート小浦権太坂店      |
|   | 洋光台店                 | 神奈川県横浜市磯子区洋光台2-16-7                          | ～2001年       |                                   |
| ○ | トレッサ横浜店           | 神奈川県横浜市港北区師岡町700トレッサ横浜南棟2階          | 2008年～       |                                   |
|   | 大倉山店                 | 神奈川県横浜市港北区師岡町967-1                           | ～2001年       | セブン-イレブン横浜師岡町店       |
| ○ | 日野店                   | 神奈川県横浜市港南区日野中央1-19-8                        | 2004年～       |                                   |
| ○ | 若葉台店                 | 神奈川県横浜市旭区若葉台4-33-13                           | 1987年〜       |                                   |
| ○ | 上郷店                   | 神奈川県横浜市栄区上郷町1183-1                            | 2020年～       |                                   |
|   | 南戸塚店                 | 神奈川県横浜市栄区上郷町1291-6                            | ～2001年       | しゃぶしゃぶ温野菜上郷店          |
|   | 緑園都市店               | 神奈川県横浜市泉区緑園4-1-3                               | ～2001年       |                                   |
|   | 港北ニュータウン店       | 神奈川県横浜市都筑区仲町台5-2-39                          | ～2001年       | 町田商店                          |
| ○ | 港北センター南店         | 神奈川県横浜市都筑区中川中央2-5-12                        | 2006年～       |                                   |
|   | 川崎ル・フロン店         | 神奈川県川崎市川崎区日進町1-11川崎ル・フロン10階          | ～2001年       |                                   |
|   | 元住吉店                 | 神奈川県川崎市幸区北加瀬3-10-1                            | ～2001年       |                                   |
| ○ | グランツリー武蔵小杉店   | 神奈川県川崎市中原区新丸子東3-1135グランツリー武蔵小杉1階 | 2014年～       |                                   |
|   | 川崎・宮前店             | 神奈川県川崎市宮前区宮崎662-5                             | ～2001年       | セブン-イレブン川崎宮崎北店       |
|   | 相模原・陽光台店         | 神奈川県相模原市中央区陽光台                              |                |                                   |
|   | 三浦海岸店               | 神奈川県横須賀市長沢1-5-5                                 | ～2001年       | セブン-イレブン横須賀長沢１丁目店 |
| ○ | 横須賀モアーズシティ店   | 神奈川県横須賀市若松町2-30横須賀モアーズシティ9階         | 2021年～       |                                   |
|   | 辻堂店                   | 神奈川県藤沢市                                            |                |                                   |
| ○ | 湘南辻堂店               | 神奈川県藤沢市辻堂新町2-4-18                              | 2017年～       |                                   |
|   | 国府津店                 | 神奈川県小田原市                                          |                |                                   |
|   | 茅ヶ崎海岸店             | 神奈川県茅ヶ崎市中海岸3-11-11                             | ～2001年       |                                   |
|   | 秦野中井店               | 神奈川県秦野市西大竹707-1                                 | ～2001年       | 紫禁城                            |
|   | 大和桜ヶ丘店             | 神奈川県大和市上和田751-1                                 | ～2001年       | スシロー大和店                    |
|   | かしわ台店               | 神奈川県海老名市                                          |                |                                   |
| ○ | ららぽーと海老名店       | 神奈川県海老名市扇町13-1 ららぽーと海老名4階              | 2015年～       |                                   |
|   | 馬込店                   | 東京都大田区中馬込2-8-1                                   | ～2001年       | しゃぶしゃぶ温野菜馬込店          |
|   | 八王子めじろ台店         | 東京都八王子市めじろ台                                    |                |                                   |
|   | 鶴川店                   | 東京都町田市能ヶ谷4-19-15                                 | ～2001年       | ファミリーマート町田能ヶ谷町店    |
|   | 新浦安店                 | 千葉県浦安市入船1-5-1MONA新浦安                           |                |                                   |
|   | イオンモール名古屋茶屋店 | 愛知県名古屋市港区西茶屋2-11                              | 2014年～2016年 |                                   |

## 歴史
- 1969年、第1号店となる保土ヶ谷店を開店[2]。
- 1980年代後半のバブル景気の頃から、意欲的な出店を開始。最盛期には30店舗以上にまで拡大した。
- 1999年夏からK&N社(米国シアトル)が製造した冷凍パティを輸入して使用を開始した[7]。
- 2000年までにハングリータイガーグループとして、ハングリータイガー29店舗、ファーストフード店3店舗、焼肉店5店舗となった[13]。
- 2000年2月、O-157による食中毒事件が5店舗で発生。
- 2001年に3店舗（保土ヶ谷店、相鉄ジョイナス店、若葉台店）を残してタスコシステムに売却。
- 2003年、オーストラリアのニューサウスウェールズ州テンターフィールド（英語版）)にて約360万坪の広さを誇るジブラルタル牧場開業。
- 2003年8月、ハンバーグに使用するパティをこれまでのアメリカ産(K&N社)からオーストラリア産に変更[14]。
- 2004年12月7日、日野店が新規開店[14]。
- 2006年3月末、横浜駅相鉄ジョイナス店がフロア改装に伴い閉店。
- 2006年7月7日、港北センター南店が新規開店[14]。
- 2007年11月17日、若葉台店が新装オープン。
- 2008年3月27日、トレッサ横浜店が新規開店(5店舗)。
- 2008年9月17日、横浜駅西口モアーズに新規開店(6店舗)。
- 2013年4月8日、tigerBBQららぽーと横浜店（フードコート）を新規開店(7店舗)。
- 2014年6月27日、イオンモール名古屋茶屋に新規開店(8店舗)。
- 2014年11月22日、グランツリー武蔵小杉に新規開店(9店舗)。
- 2015年10月29日、ららぽーと海老名に新規開店(10店舗)。
- 2016年12月15日、イオンモール名古屋茶屋店閉店(9店舗)。
- 2017年1月12日、湘南辻堂店が新規開店(10店舗)。
- 2017年、国内に自社工場を建て、オーストラリア産の牛肉を自社でパティに加工開始[4]。
- 2018年4月、ジブラルタル牧場のビーフが初めて店頭に並んだ[13]。
- 2019年1月6日、tigerBBQららぽーと横浜店閉店(9店舗)。
- 2019年10月31日、横浜ハンマーヘッドに新規開店(10店舗)。
- 2020年12月15日、上郷店が新規開店(11店舗)。
- 2021年11月1日、横須賀モアーズ店が新規開店(12店舗)。
- 2021年11月22日、オリジナルポテトチップスを神奈川県内のスーパー等で一斉販売開始（イトーヨーカドー関東内29店舗では11月1日より先行販売開始）[15]。
- 2022年11月9日、創業以来初となる物販専門店が横浜高島屋に新規開店。

## エピソード
- ハンバーグを鉄板の上に乗せて、客の前で最後の仕上げをするスタイルは、井上修一(当時社長)のアイディアであり、ハングリータイガーが元祖である[4]。
- ハンバーグを載せる鉄板と木製のプレートはハングリータイガーのオリジナルである[4]。
- 2000年まではテレビ神奈川でCMが放送されていた。
- 本店（保土ヶ谷店）では、混雑の不満を和らげるため、喫茶フロアを用意するなどの対策を施し、ドリンクやつまみ（有料）、オセロやトランプなどのゲームを楽しめるなど、珍しい構造となっている。この待合室はかつてフランス料理を提供していた名残で、現在は使われていないチャコールブロイラー（炭焼き台）が残っている。
- 日野店では、別フロアに待合室を設け、待ち時間をオセロやトランプなどのゲームを楽しみながら過ごすことができる。
- O-157騒動の際、飲食した来店客が複数発症。その原因の一つとしてダブルハンバーグステーキの調理が行き届かなかった事が挙げられた。ハングリータイガーのハンバーグは「加熱された鉄板状の個別プレートで最終仕上げ（＝中まで火を通す）を行う」ことが特徴の一つだが、このプレートはハンバーグパテ一つ分を仕上げる想定で作られたものだった。パテが2つ載るダブルハンバーグステーキでは、プレートが仕上げに必要な熱を保てないため、パテの加熱が不十分になる傾向にあった。その後、メニューに復活したダブルハンバーグステーキは、プレートの材質や形状を改良し、最終仕上げを行うのに充分な熱を蓄えることが出来るようになったことで可能になった。2017年現在ではオリジナルハンバーグステーキと同じプレートに戻している。[要出典]
- 2001年に店舗を売却する際、井上修一(当時社長)は、売上が大きい保土ヶ谷店、若葉台店、そして大倉山店を残すことを考えていた。その他の店舗売却にあたり、テナントオーナーからの了解が必要となり、相鉄ジョイナス店が入る相鉄ビルを訪問したところ遺留を強く求められ、一方、売却先のタスコシステムは大倉山店の購入を希望していたことから、最終的に大倉山店を売却して相鉄ジョイナス店を残すこととなった[14]。
- かつてアメリカドルでの支払ができた時期があった。

## メディア紹介
- 日経スペシャル カンブリア宮殿 地元客が熱狂！元祖・鉄板ハンバーグ店 存続の危機から復活した感動の逆転劇！（2018年4月19日、テレビ東京） - 創業者・井上修一がメインゲストとして出演[16]。

## 関連書籍
- 『牛肉を食べる』（著者:井上修一）（1995年4月10日、コスモの本）ISBN 9784906380565
- 『小さくして強くなった こうしてハングリータイガーは生まれ変わった』（著者:中田有紀子）（2009年12月13日、エフビー）ISBN 978-4-903458-05-2
- 『カウボーイになった男 ハングリータイガーの50年、そして明日へ』（著者:井上修一）（2019年3月13日、エフビー）ISBN 978-4-903458-15-1